# Alcidion unicolor
Alcidion unicolor là một loài bọ cánh cứng trong họ Cerambycidae.